# Bakanalije
Bakanalije su bile popularni, neslužbeni i privatno organizirani rimski festivali u čast rimskom bogu Bacchusu, temeljeni na raznim ekstaznim elementima grčkih dionizijskih festivala. Gotovo je sigurno da ih se povezivalo s izvorno rimskim kultom boga Libera te da su se počeli izvoditi u Rimu oko 200. g. pr. Kr. Kao i kod drugih misterijskih kultova antičkoga doba (u kojima bi mogli sudjelovati samo inicijanti, tzv. mystai), ne zna se mnogo o obredima vezanima uz bakanalije. Iz povijesnih je izvora poznato da su bile popularne i dobro organizirane diljem središnjeg i istočnog Apeninskog poluotoka.
Rimski povjesničar Tit Livije zapisao je skandaliziran i živopisan opis bakanalija koji sadrži opise obreda pod utjecajem ludila; nasilne seksualne inicijacije bez obzira na spol, dob ili društveni stalež. Livije kult predstavlja kao krvožedni instrument urote protiv rimske države. Iskazuje da je potvrđeno oko sedam tisuća vođa i pripadnika kulta, od kojih je većina pogubljena. Livije je pri tome smatrao da je skandal s bakanalijama bio jedan od dokaza o nezaustavnoj moralnom propadanju Rima. Suvremeni povjesničari, međutim, smatraju da je Livijev opis potencijalno nepouzdan zbog njegovih političkih i socijalnih konzervativnih stavova.
Kult nije bio zabranjen. Pokušaji senata 186. godine da reformira bakanalije (lat. Senatus consultum de Bacchanalibus) odnosili su se na njihovu veličinu, organizaciju i svećeništvo te propisivali smrtne kazne u slučaju nepoštivanja procedure. Motivacija za takav zakon vjerojatno nisu bile glasine koje je opisivao Livije, već težnja senata za osnaživanjem svoje civilne, moralne i vjerske vlasti nad Rimom i njegovim saveznicima nakon društvene, političke i vojne krize nastale po Drugom punskom ratu (218. – 201. g.). Moguće je da su se reformirane bakanalije pripojile festivalima u čast boga Libera (lat. mn. Liberalia), s obzirom da je u kasnijem razdoblju Rimske republike (od 133.) došlo do sinonimizacije Bacchusa, Libera i Dioniza, a njihovi su misterijski kultovi opstali sve do doba Principata.